# ألوية العمري
كانت ألوية العمري مجموعة متمردة سورية تشكلت في منطقة اللجاة في محافظة درعا كأول جماعة تابعة للجيش السوري الحر تشكلت في المحافظة. حصلت على صواريخ تاو وتم توريدها وتمويلها من قبل السعودية. وكانت جزء من تحالف قوات الجنوب، وقد أخذت المجموعة اسمها من الجامع العمري في مدينة درعا.

## تاريخ
قُتل قائد المجموعة، النقيب القطاعنة، في معركة مسلحة مع ناشط معارضة يدعى قيصر حبيب في 28 أغسطس 2014. وفي 19 أكتوبر، قُتل الناشط، الذي أُصيب بجروح خطيرة وأُدخل إلى المستشفى، على أيدي مقاتلي ألوية العمري. في عام 2016، شاركت المجموعة في الصراع بين المعارضة السورية وجماعتين تابعتين لداعش، وهي لواء شهداء اليرموك وحركة المثنى الإسلامية. في 1 أبريل، حاول تنظيم داعش اغتيال فارس أديب البيدر، قائد اللواء السابق.
في 22 يونيو 2018، قامت بعض وحدات ألوية العمري في داما والشياح – بلدات شمال شرق درعا بقيادة القائد، وجدي أبو ثليث، بالفرار إلى الحكومة السورية، وتعاونت مع الجيش السوري ضد تنظيم الدولة الإسلامية، وهيئة تحرير الشام، وغيرها من جماعات المعارضة في درعا، إلى جانب تسليم أراضيها.